# Чі (довжина)
Чі (кит.: 尺, піньінь: chǐ) — традиційна китайська одиниці вимірювання відстані.
1 чі відповідає:
Метрична система
- кілометр 0,0003333333
- метр 0,3333333
- дециметр 3,333333
- сантиметр 33,33333
- міліметр 333,3333
- мікроментр(мікрон) 333333,3
- нанометр 3,333333 од. +08
- ангстрем 3,333333 од. +09